# ويغان (دائرة انتخابية في المملكة المتحدة)
ويغان (بالإنجليزية: Wigan)‏ هي إحدى الدوائر الانتخابية في المملكة المتحدة الممثلة في مجلس العموم في برلمان المملكة المتحدة.
عضو البرلمان الذي يمثلها حالياً هو :Mr Neil Turner (Lab).
‌